# Kościół św. Jerzego i Wniebowzięcia Najświętszej Maryi Panny w Wisznicach
Kościół świętego Jerzego i Wniebowzięcia Najświętszej Maryi Panny – dawny rzymskokatolicki kościół filialny należący wcześniej do parafii Przemienienia Pańskiego. Jeden z rejestrowanych zabytków miejscowości. Obecnie znajduje się w nim Centrum Kultury Chrześcijańskiej.
Jest to dawna cerkiew unicka wybudowana w latach 1870-1872. Została wyremontowana w 1906 roku. Od 1875 roku w związku z likwidacją Kościoła greckokatolickiego w Królestwie Polskim, cerkiew spełniała rolę prawosławnej cerkwi parafialnej. Cerkiew prawosławna pozostała właścicielem obiektu do 29 maja 1920 roku, kiedy to świątynia została przekształcona na kościół rzymskokatolicki. W październiku 1921 roku cerkiew została wyremontowana. Zostały wtedy wprawione nowe szyby w oknach, naprawione podłogi i ściany, zlikwidowany ikonostas i na jego miejscu został wstawiony ołtarz św. Antoniego. Od 1922 roku odprawiane były w niej nabożeństwa rzymskokatolickie. Odprawianie nabożeństw zakończono w dniu 12 czerwca 1955 roku, kiedy to został konsekrowany nowy kościół parafialny. Od tego czasu cerkiew nie była użytkowana. W 1978 roku wnętrze dawnej cerkwi strawił pożar. W dniach 18-25 września 2009 roku wewnątrz cerkwi były prowadzone prace wykopaliskowe. W latach 2009–2010 cerkiew została wyremontowana w ramach Regionalnego Programu Operacyjnego Województwa Lubelskiego na lata 2007-2013 – Priorytet 7.1 Infrastruktura kultury i turystyki – Ochrona dziedzictwa kulturowego.